# Cathédrale Sainte-Marie-des-Anges de Goré
La cathédrale Sainte-Marie-des-Anges est un édifice religieux catholique situé à Goré, au Tchad. Il fait partie du diocèse de Goré.